# Nachamps
Nachamps là một xã trong tỉnh Charente-Maritime department trong vùng Nouvelle-Aquitaine tây nam nước Pháp. Xã này nằm ở khu vực có độ cao 25 trung bình mét trên mực nước biển.

## Dân số
| Năm  | Dân số | Mật độ |
| ---- | ------ | ------ |
| 1962 | 171    | -      |
| 1968 | 180    | -      |
| 1975 | 172    | -      |
| 1982 | 201    | -      |
| 1990 | 190    | -      |
| 1999 | 211    | 50/km² |